# Le premier jour de bonheur (Quadrille)
Le premier jour de bonheur ist eine Quadrille von Johann Strauss Sohn (op. 327). Sie wurde am 3. September 1868 in den Blumensälen der Österreichischen Gartenbau-Gesellschaft erstmals aufgeführt.

## Einzelnachweis
1. ↑  Quelle: Englische Version des Booklets (Seite 57) in der 52 CDs umfassenden Gesamtausgabe der Orchesterwerke von Johann Strauß (Sohn), Hrsg. Naxos (Label). Das Werk ist als zehnter Titel auf der 19. CD zu hören.